# آیرونکلاد ژان دارک
آیرونکلاد جین دی‌ارک (به انگلیسی: French ironclad Jeanne d'Arc) یک کشتی بود که طول آن ۶۸٫۹ متر (۲۲۶ فوت ۱ اینچ) بود. این کشتی در سال ۱۸۶۷ ساخته شد.